# Leo Jokela
Leo Jokela (24 de enero de 1927 – 11 de mayo de 1975) fue un actor y comediante finlandés, recordado por su virtuoso trabajo como intérprete de papeles cómicos de reparto. Entre sus papeles más conocidos figuran el del loro G. Pula-aho, personaje radiofónico creado por Spede Pasanen, y el de detective Väinö Kokki en las películas protagonizadas por el Comisario Palmu.

## Biografía
Su nombre completo era Leo Paavali Jokela, y nació en Hausjärvi, Finlandia. 

### Teatro
Su carrera teatral se inició en 1945 actuando en teatro de verano en el Helsinki. Se formó en la Academia de Teatro de Helsinki entre 1947 y 1950, ingresando después en el Teatro de la ciudad de Joensuu (Joensuun kaupunginteatteri). Desde allí pasó en 1952 al Vaasan Suomalaiseen Teatteriin, donde permaneció hasta 1955, empezando entonces a trabajar en la productora cinematográfica Fennada-Filmi como maquillador.
En el año 1959 Jokela fue actor del Teatro Nacional de Helsinki (Helsingin Kansanteatteri), a la vez que trabajaba como intérprete en la compañía de cine Suomen Filmiteollisuus. En 1965 se mudó al Teatro de la Ciudad de Helsinki (Helsingin Kaupunginteatteri), donde actuó en sus últimos años de vida. Entre las principales obras teatrales en las que actuó figuran Pohjalaisia, Tukkijoella, Lohikäärme, Kauppaneuvoksen härkä y Volpone.

### Cine
El primer papel cinematográfico importante de Jokela llegó en 1954 en el film de Aarne Tarkas Kovanaama, donde interpretaba a un gánster. Tarkas tomó a Jokela como uno de sus actores habituales, y en los siguientes diez años trabajó en la mayor parte de las producciones dirigidas por Tarkas.
Rodó numerosas películas en los años 1950, siendo algunas de ellas Sankarialokas, Tyttö lähtee kasarmiin, Sotapojan heilat y Kuriton sukupolvi.
En la siguiente década actuó en cintas como Isaskar Keturin ihmeelliset seikkailut, Opettajatar seikkailee, Oksat pois..., Älä nuolase..., Turkasen tenava! y Johan nyt on markkinat.
En 1960 Jokela fue el detective Kok en la película de Matti Kassila Komisario Palmun erehdys, un clásico del cine finlandés. En la cinta aparece la que quizás es la escena másfamosa de toda la carrera de Jokela, cuando canta el tema Silmät tummat kuin yö. La película tuvo un gran éxito y se rodaron tres secuelas en las cuales Jokela repitió el papel. La primera de ellas fue Kaasua, komisario Palmu! (1961), con la que Jokela obtuvo el Premio Jussi al mejor actor. Las otras dos fueron Tähdet kertovat, komisario Palmu (1962) y Vodkaa, komisario Palmu (1969). 
Cuando Spede Pasanen empezó su producción cinematográfica, Leo Jokela se convirtió en uno de sus actores habituales. Entre las películas del director en las que actuó se pueden citar Pähkähullu Suomi (1967), Noin 7 veljestä (1968), Näköradiomiehen ihmeelliset siekailut (1969), Leikkikalugangsteri (1969), Speedy Gonzales – Noin 7 veljeksen poika (1970), Saatanan radikaalit (1971) y Kahdeksas veljes (1971). La última película de Jokela, Viu-hah hah-taja (1974), fue también dirigida por Pasanen.

### Televisión
Jokela actuó regularmente en la televisión. Entre sus trabajos figuran la serie Kuten haluatte, emitida por Yleisradio entre 1966 y 1970, y el telefilm Rautatie (1973), adaptación de una novela de Juhani Aho.

### Radio
En el año 1960 Spede Pasanen contrató a Jokela para actuar en el programa radiofónico Ruljanssiriihi dando voz al loro G. Pula-aho. El personaje fue un éxito de audiencia, y Jokela siguió actuando para el medio hasta 1964.

### Vida privada

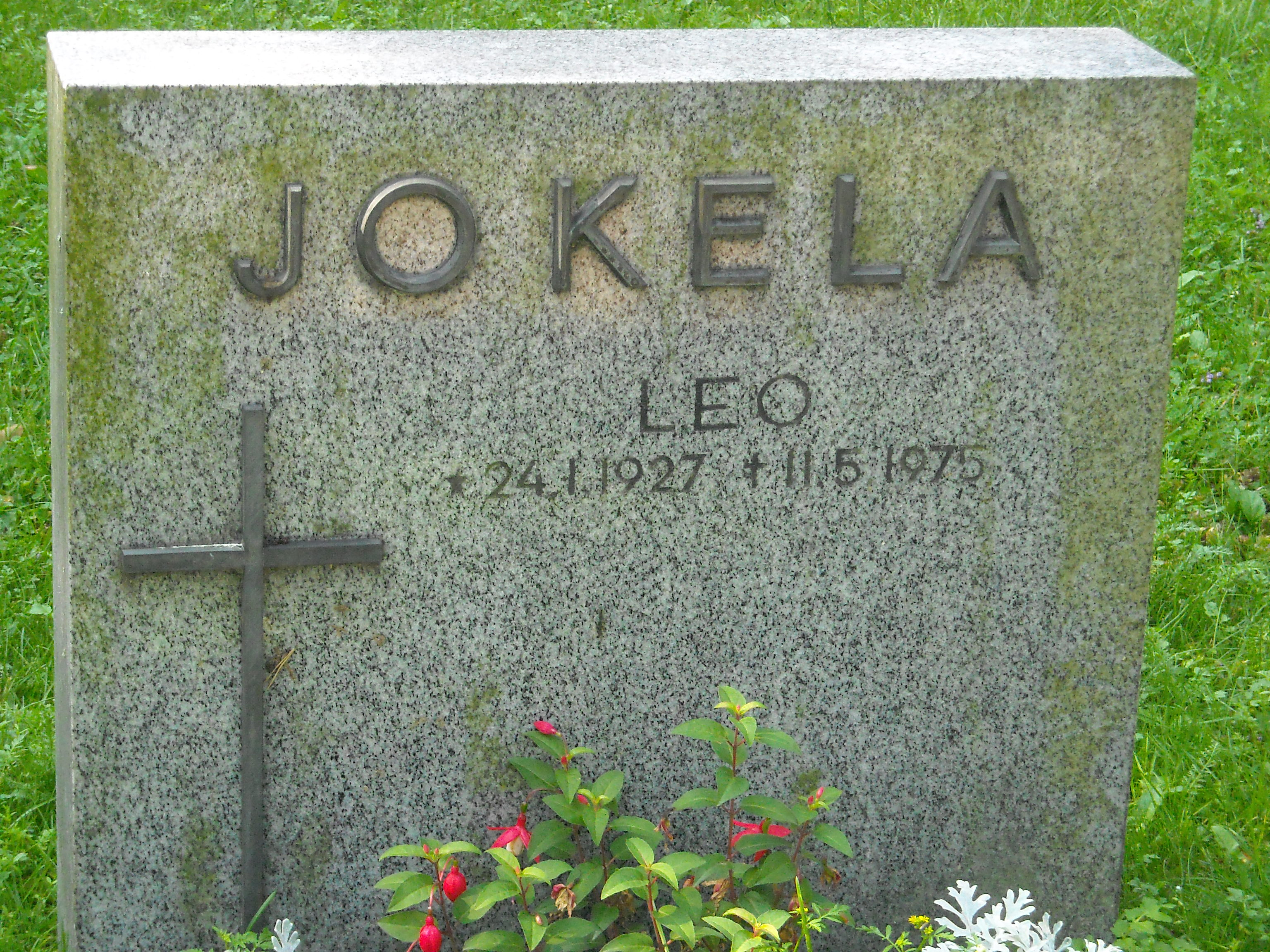
Tumba de Leo Jokelan en el Cementerio Honkanummi

Leo Jokela se casó dos veces. Su primera esposa fue Eila Sillantie, con la que se casó en 1947, aunque se divorciaron en 1952. Tuvieron dos hijos. Su segunda esposa fue Marja-Terttu Vainio, casándose la pareja en 1957. Ambos tuvieron tres hijos y permanecieron juntos hasta la muerte del actor.
Jokela fue bebedor, utilizando el alcohol como alivio de su presión laboral. Falleció en 1975 en Helsinki, a causa de una cirrosis hepática. Tenía 48 años de edad. Fue enterrado en el Cementerio Honkanummi (bloque 10, línea 4, tumba 101), en Helsinki.

## Filmografía (selección)
- 1949 : Serenaadiluutnantti
- 1949 : Kanavan laidalla
- 1949 : Aaltoska orkaniseeraa
- 1950 : Orpopojan valssi
- 1950 : Maija löytää sävelen
- 1950 : Köyhä laulaja
- 1951 : Tukkijoella
- 1952 : Lakeuksien lukko
- 1952 : Noita palaa elämään
- 1953 : Kuningas kulkureitten
- 1953 : Alaston malli karkuteillä
- 1954 : Sininen viikko
- 1954 : Putkinotko
- 1954 : Olemme kaikki syyllisiä
- 1954 : Leena
- 1954 : Laivaston monnit maissa
- 1954 : Laivan kannella
- 1954 : Kovanaama
- 1954 : Hilmanpäivät
- 1955 : Villi Pohjola
- 1955 : Tähtisilmä
- 1955 : Säkkijärven polkka
- 1955 : Sankarialokas
- 1955 : Ryysyrannan Jooseppi
- 1955 : Näkemiin Helena
- 1956 : Tyttö lähtee kasarmiin
- 1956 : Rintamalotta
- 1956 : Lain mukaan
- 1956 : Jokin ihmisessä
- 1956 : Elokuu
- 1957 : Vääpelin kauhu
- 1957 : Taas tyttö kadoksissa!
- 1957 : Syntipukki
- 1957 : Kuriton sukupolvi
- 1958 : Sven Tuuva
- 1958 : Sotapojan heilat
- 1958 : Pieni luutatyttö
- 1958 : Paksunahka
- 1958 : Kulkurin masurkka
- 1958 : Asessorin naishuolet
- 1959 : Punainen viiva
- 1959 : Pekka ja Pätkä mestarimaalareina
- 1959 : Lasisydän
- 1959 : Kovaa peliä Pohjolassa
- 1959 : Iskelmäketju
- 1959 : Ei ruumiita makuuhuoneeseen
- 1960 : Pekka ja Pätkä neekereinä
- 1960 : Opettajatar seikkailee
- 1960 : Molskis, sanoi Eemeli, molskis!
- 1960 : Komisario Palmun erehdys
- 1960 : Kankkulan kaivolla
- 1960 : Kaks’ tavallista Lahtista
- 1960 : Isaskar Keturin ihmeelliset seikkailut
- 1960 : Iloinen Linnanmäki
- 1960 : Autotytöt
- 1961 : Toivelauluja
- 1961 : Tyttö ja hattu
- 1961 : Tähtisumua
- 1961 : Pikku Pietarin piha
- 1961 : Olin nahjuksen vaimo
- 1961 : Oksat pois...
- 1961 : Minkkiturkki
- 1961 : Kultainen vasikka
- 1961 : Kertokaa se hänelle...
- 1961 : Kaasua, komisario Palmu!
- 1962 : Yö vai päivä
- 1962 : Vaarallista vapautta
- 1962 : Tähdet kertovat, komisario Palmu
- 1962 : Taape tähtenä
- 1962 : Älä nuolase...
- 1963 : Villin Pohjolan kulta
- 1963 : Turkasen tenava!
- 1965 : Mestarin nuuskarasia
- 1965 : Kohtaaminen (TV)
- 1965-1970 : Spedevisio
- 1966 : Rakkaus alkaa aamuyöstä
- 1966 : Johan nyt on markkinat!
- 1967 : Pähkähullu Suomi
- 1967 : Olviretki Schleusingenissa
- 1967-1968 : Kunnon sotamies Svejkin seikkailuja
- 1968 : Vain neljä kertaa
- 1968 : Noin 7 veljestä
- 1969 : Vodkaa, komisario Palmu
- 1969 : Näköradiomiehen ihmeelliset siekailut
- 1969 : Leikkikalugangsteri
- 1970 : Speedy Gonzales – Noin 7 veljeksen poika
- 1971 : Saatanan radikaalit
- 1971 : Kahdeksas veljes
- 1973 : Rautatie (TV)
- 1974 : Viu-hah hah-taja